# 샘 필립스
새뮤얼 코닐리어스 필립스(영어: Samuel Cornelius Phillips, 1923년 1월 5일 ~ 2003년 7월 30일)는 1950년대 로큰롤의 발전에 중요한 역을 수행한 미국의 음반 프로듀서다.
테네시주 멤피스의 선 레코드 및 선 스튜디오의 창립자로서 엘비스 프레슬리, 제리 리 루이스, 칼 퍼킨스, 조니 캐시, 하울링 울프의 음반을 프로듀싱했다. 1954년 프레슬리의 경력 시작에 일조했다. 1969년 선을 셜비 싱글턴에게 매각했다. 호텔 체인 홀리데이 인의 초기 투자자이기도 하다. 멤피스, 플로렌스, 레이크워스에 라디오 방송국을 세워 운영했다. 그는 음악산업의 인종 평등을 지지했고 인종 차별을 허무는 데 보탬이 되었다.

## 성장기
필립스는 앨라배마주 플로렌스 근교의 농가에서 태어났다. 곤궁한 소작농 매지 엘라와 찰스 터커 필립스의 여덟 자녀 가운데 막내였다. 어릴 때부터 흑인 인부들과 가족들과 목화를 수확했다. 인부들이 밭에서 부르는 노래는 어린 필립스에게 막대한 인상을 남겼다. 1939년 가족들과 멤피스를 여행하며 댈러스의 목사를 뵈러가는 길에 당시 도시 최대의 음악 씬이었던 빌 스트리트를 몰래 구경간 적이 있었는데, 필립스는 이때 자신이 "완전히 사랑에 빠졌다."고 회고한다.
필립스는 플로렌스의 커피 고등학교에 재학했다. 학교 악단을 지휘했고 피고측 변호자가 될 야심도 있었지만, 부친이 대공황으로 파산하고 1941년 타계하자 모친과 이모를 먹여살리기 위해 학교를 퇴학했다. 가족 부양을 위해 잡화점과 뒤에는 장례식장에서 일을 했다.

## 멤피스 레코딩 서비스와 선 레코드

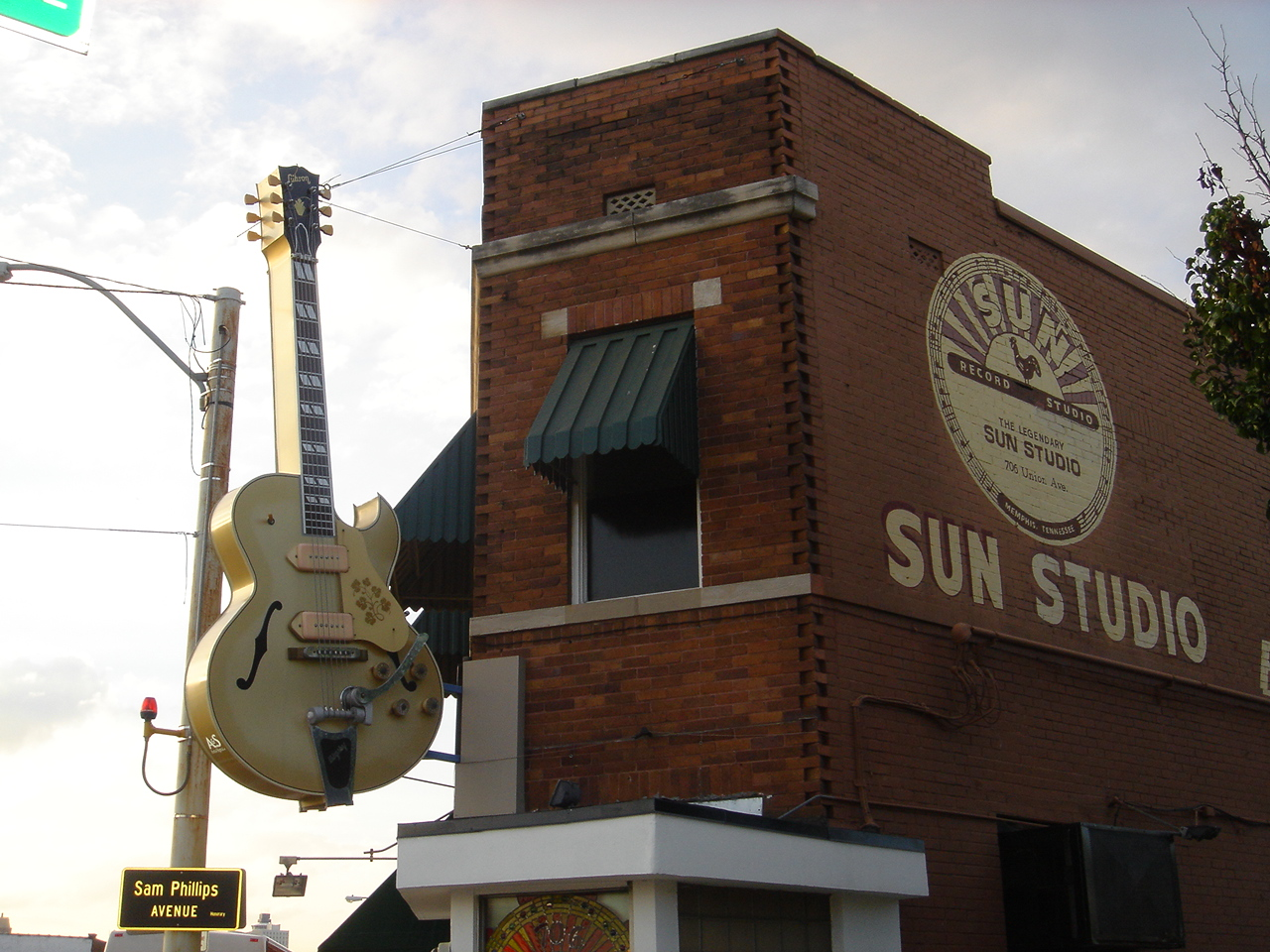
멤피스 유니온 가 706번지의 선 스튜디오

1940년대, 필립스는 앨라배마주 머슬 쇼울즈의 방송국 WLAY에서 DJ와 라디오 엔지니어로 종업했다. 필립스에 따르면 이 방송국은 인종을 불문하고 노래를 방송하는 "열린 형식"으로, 이는 일후 멤피스의 그의 작업에 영향을 미친다.
1950년 1월 3일 필립스는 멤피스 유니온 가 706번지에 멤피스 레코딩 서비스를 개업했다. 아마추어의 음반 제작에 힘써 B.B. 킹, 주니어 파커, 하울링 울프 등속의 음악가들이 첫 녹음을 진행했다. 멤피스 레코딩 서비스는 1952년 창립된 필립스의 음반사 선 레코드 컴퍼니의 스튜디오이기도 했다.
필립스는 각양각색의 음악을 녹음했다. 블루스에 대한 관심을 다음과 같이 석명한 바도 있다. "블루스, 이 음악은 흑인과 백인들의 삶에 대한 생각과 그 어려움을 다루고 있지만, 삶이 얼마나 좋은 것인지도 말해요. 블루스를 통해 노래하고 기도하고 설교하는 겁니다. 날마다 근근히 살아가는 그들의 짐을 덜어주는 해방구가 된 것이죠.
필립스는 음악역사학자 피터 구랄닉이 최초의 로큰롤 음반으로 규정한 〈Rocket 88〉를 녹음했다. 재키 브레스톤 앤 히즈 델타 캐츠의 이 곡은 리더 아이크 터너가 작곡한 것으로 1951년 시카고의 체스 레코드가 발표한다. 필립스는 1950년에서 1954년까지 제임스 코튼, 루퍼스 토마스, 로스코 고든, 리틀 밀턴, 바비 블루 블랜드, 더 프리즈너레이즈 등속의 음악을 취입했다.
선 레코드는 16년간 경영되던 동안 226장의 싱글을 제작해 당대 어느 음반사보다 로큰롤 음반을 많이 제작했다.

### 엘비스 프레슬리, 조니 캐시, 제리 리 루이스, 칼 퍼킨스, 로이 오비슨
필립스와 엘비스 프레슬리는 새로운 형태의 음악을 개척했다. 필립스는 프레슬리에 대해, "엘비스는 발라드를 취입했었는데, 아주 끝내주게 소화했죠. 장담하는데 엘비스와 로이 오비슨 모두 눈물을 쏙 빼는 발라드를 불러요. 저는 내심 '너는 그리 못해, 샘'라고 생각하죠. 만일 엘비스에게 발라드를 발표하게 시켰다면 지금껏 엘비스 프레슬리를 못 듣고 살았을 걸요."라고 말했다. 그는 "모두가 내가 새롭고 독특한 아티스트를 발굴하고, 음악에 자유성을 첨가하고, 쓰이지 않은 자원과 사람들을 쓰고 있었다는 것을 인지했다."고 말한다. 필립스는 실수를 개의치 않고 감정을 중요시했다.
필립스는 멤피스 레코드 서비스의 오랜 동업자 마리온 케이스커를 통해 프레슬리와 만났다. 1953년 7월 1일, 18세 프레슬리가 모친의 생일 선물로 아세테이트 음반을 취입하기 위해 스튜디오를 방문했다. 케이스커는 목소리가 좋은 트럭 운전사에 대한 소문을 들은 바 있어 테이프 녹음기를 켜기로 했다. 그 뒤 필립스에게 음반을 들려주고 좋은 반응을 얻어냈다. 케이스커의 고무가 있었기에 엘비스를 녹음하자는 발상이 잉태되었다.
프레슬리가 필립스의 스튜디오에서 아서 크루덥의 〈That's All Right〉를 번안해 녹음한 것은 먼저 멤피스에서, 이후 미국 남부에서 크게 성공하게 된다. 1954년 오디션을 볼 때 〈That's All Right〉를 부르자 필립스는 인상을 받았다. 드웨이 필립스에게 전달된 음반은 그가 진행하는 프로그램 《레드, 핫 & 블루》에서 방송되었다. 6달 뒤 녹음된 빌 먼로의 블루그래스 가요 〈Blue Moon of Kentucky〉의 업비트 버전이 〈That's All Right〉보다 좀 더 인기를 모았다. 프레슬리는 여전히 남부에서만 알려졌지만, 싱글 및 지역적 성공으로 선 레코드의 인기 연예인이 되었다. 불원간 프레슬리는 미국 전역에서 알려진 가수가 되었다. 선에서 활동한 소니 버게스, 찰리 리치, 주니어 파커, 빌리 리 릴리 등은 소폭적인 성공에 그쳤지만, 제리 리 루이스, B.B. 킹, 조니 캐시, 로이 오비슨, 칼 퍼킨스 등은 스타로 입신했다.
1960년대 중반이 되면 필립스는 거의 녹음을 하지 않게 되었다. 위성 스튜디오를 건립하고 라디오 스테이션을 운영했지만, 스튜디오는 난항을 거듭하여 1969년 셜비 싱글톤에게 매각된다.

## WHER
1955년 10월 29일, 필립스는 라디오 방송국 WHER을 출범했다. 젊은 여성들이 개별적으로 오디션을 보았는데, 참가자들은 당시의 다른 방송국처럼 단독 여성 진행자를 고르는 것이라고 생각하고 있었다. 그들은 개국 방송 몇 주 전에야 전원 여성 형식의 방송국임을 통고받았다. 이것은 방송국의 거의 모든 자리를 여성이 차지한 미국 최초의 전원 여성 라디오 방송국이었다.

## 기타 사업
1950년 "이츠 더 필립스(It's the Phillips)"라는 음반사를 잠시 운영했다. 기민한 투자를 통해 필립스는 부를 축척했다. 그는 모텔 체인 홀리데이 인이 전국 프렌차이즈로 확대되기 전에 투자한 첫 번째 투자자 가운데 한 명이다. 홀리데이 인에게 투자하여 RCA에게 엘비스 프레슬리와의 계약을 판매해 생긴 3만 5천 달러를 몇 년 사이에 몇 배로 불렸다. 자회사 필립스 인터네셔널 레코드와 홀리데이 인 레코드를 창립하기도 했다. 선 스튜디오 카페를 개업하기도 했으며, 그 중 한 곳은 몰 오브 멤피스에 위치한다.
필립스와 그 가족은 빅 리버 브로캐스팅 코퍼레이션을 창립해 플로렌스, 앨라배마 등지에서 WQLT-FM, WSBM, WXFL 등속 라디오 방송국을 소유하고 경영했다. 1959년 플로리다주 레이크 워스에서 라디오 방송국 WLIZ를 설립하기도 했다.

## 수상
1986년 필립스는 로큰롤 명예의 전당에 헌액된 첫 번째 군의 한 명이었다. 비공연자 부문에서 처음 헌액된 인물이었다. 1987년 앨라배마 음악 명예의 전당에 헌액되었다. 1991년 평생 동안의 공헌으로 그래미 공로상을 받았다. 1988년에는 블루스 명예의 전당에 헌액되고 2001년 10월에는 컨트리 음악 명예의 전당에 헌액되었다. 2012년 멤피스 음악 명예의 전당에 헌액된 첫 번째 인물 가운데 한 명이었다.

## 사망
2003년 7월 30일, 필립스는 성 프렌시스 병원에서 타계했다. 선 레코드가 국립역사기념물로 지정되기 하루 전이었고, 한 달 뒤인 2003년 9월 12일에는 선 레코드의 스타 조니 캐시가 사망했다. 멤피스의 메모리얼 파크 묘지에 매장되었다.

## 관련 문헌
- Foster, D. Wayne. retrieved from 2008 audio interview recording
- Guterman, Jimmy (1998). 〈Sam Phillips〉.   Paul Kingsbury, ed. 《The Encyclopedia of Country Music》. New York: Oxford University Press. 414쪽.
- Olsen, Eric P. "Founding Father: Sam Phillips and the Birth of Rock and Roll." The World and I. May 2001: 79. ProQuest. Web. 22 Oct. 2009.
- Talevski, Nick. "Sam Phillips". The Unofficial Encyclopedia of the Rock and Roll Hall of Fame[깨진 링크(과거 내용 찾기)]. Pop Culture Universe. ABC-CLIO. 22 October 2009.